# Mister Kit
Gommaire Van Dessel dit Mister Kit, né le 26 juin 1931 à Schaerbeek (province de Brabant) et mort le 8 février 2014 à Anderlecht (région de Bruxelles-Capitale), est un auteur de bande dessinée réaliste, illustrateur et chroniqueur belge francophone.
Connu pour ses collaborations aux journaux de bande dessinée Tintin et Spirou pour ses rubriques consacrées au modélisme et à l'aviation en général. Également connu sous les pseudonymes Gill, Lenoir, Renard, John Markings et Van Dessel.

## Biographie

### Jeunesse
Gommaire Van Dessel naît le 26 juin 1931 à Schaerbeek, une commune bruxelloise,.
Il est issu de Jeanne et Gilbert Van Dessel qui travaillait à la police judiciaire. Très tôt, il décide de se faire appeler Gill Van Dessel car il détestait son prénom. 
Jeune, il grandit rue Vanderlinden à Schaerbeek, il a pour ami d'enfance Paul Ramboux qui deviendra connu comme le dessinateur Sidney. Ensemble, ils font des études de dessinateur à l'Institut Saint-Luc de Bruxelles.
En 1954, il épouse Suzanne Mestdagh (fille de Marie Penloup (Française) et de Maurice Mestdagh (Middelkerquois), un savant mélange franco-belge.
Après un court séjour à Forest, ils emménagent à Anderlecht en 1969, dans la maison qu'ils ont faite construire et où il vivra jusqu'à son décès.

### Carrière
En 1961, il fait son entrée au journal Tintin en réalisant un court récit historique à vocation didactique sur un scénario d'Yves Duval. Il poursuivra cette contribution au journal bruxellois avec le même genre de récits jusqu'en 1985 de manière sporadique sur des scénarios du même, du rédacteur en chef André Fernez, de Pierre Step ou encore Jean-Claude Pasquiez. Pour ce même hebdomadaire, il crée la rubrique rédactionnelle mini-musée mais surtout Les fiches de John Markings, une rubrique de modélisme qu'il illustre également. Enfin, il illustrera la rubrique Images documents de Marnix de 1986 à 1988.
Entre 1963 et 1966, il dessine au moins 17 histoires liées à l'aviation dans la série pédagogique sur l'histoire du journal Spirou, Les Belles Histoires de l'Oncle Paul, écrites par Octave Joly. Comme il a signé ces histoires du pseudonyme de Renard, elles sont généralement attribuées au dessinateur Claude Renard. Ce n'est que des décennies plus tard qu'il est devenu clair que la véritable dessinateur est Gill Van Dessel, surtout lorsqu'en 2011 et 2014, ces histoires ont été rassemblées dans deux livres aux Éditions Pan-Pan. En tant que Mister Kit, il a sa propre rubrique dans l'hebdomadaire dirigé par Thierry Martens consacrée au modélisme, intitulée Mister Kit présente (1970-1976). Cette rubrique initialement présentée pour améliorer les maquettes des constructeurs, suscite un enthousiasme certain. Au référendum 1974, la rubrique est classée 4e de la catégorie des rédactionnels et passionne un lecteur sur deux. Elle est cependant loin de faire l'unanimité et l'un de ses détracteurs n'est autre qu'André Franquin. Ses propos sont repris dans le fanzine Haga no 40 de l'automne 1979 : « [...] on lui (un gosse entre 12 et 15 ans) fait admirer des avions de guerre en "oubliant" de signaler les dégâts que ceux ci peuvent causer. À Spirou nous avons eu un spécialiste du Messerschmitt ... et ainsi nait la légende de la guerre de 40, de l'armée allemande, des insignes, des uniformes [...] ».
En 1964, il entame une collaboration avec le journal Record pour lequel il crée graphiquement la série La Patrouille sous-marine qu'il signe du pseudonyme Lenoir sur des scénarios de Jacques Lob, son épouse sous le pseudonyme de Sépia, Périer ou encore Jean-Jacques Cartry. Il anime cette série jusqu'en 1970.
De 1978 à 1982, il illustre par ailleurs les ouvrages écrits par Jean-Pierre De Cock, Georges Van Damme, Christopher H. Thomas  ou encore Gebhard Aders (de) sur les avions de la Seconde Guerre mondiale publiées aux Éditions Atlas et d'autres écrits par Guy Caufriez sur la guerre d'Espagne  et les conflits israélo-arabe ou Michael Payne aux éditions Fleurus.
À l'occasion du cinquantenaire des débarquements et de la libération de la France, il s'associe au scénariste français Serge Saint-Michel pour dessiner l'ouvrage Overlord 6 juin 1944 - La Liberté publié dans la collection « Mémoire d'Europe » aux Éditions de la Porte en 1994. Cette bande dessinée historique conte le débarquement de Normandie connu sous le nom de code Opération Overlord pendant la Seconde Guerre mondiale. La mise en couleur est réalisée par Martine Boutin, l'épouse de François Craenhals. Cet ouvrage est traduit en plusieurs langues dont le néerlandais et l'anglais.
En outre, il contribue également à la revue française Cible car il est aussi passionné par les armes et il rédige nombre d'articles sur les armes. Il écrit également écrit divers articles de bricolage pour La Boite à outils, malgré le fait qu'il ne supporte pas de bricoler.
Il meurt le 8 février 2014 à Anderlecht, à l'âge de 82 ans.

### Vie privée
Il avait une fille prénommée Françoise.

## Œuvre

### Albums de bande dessinée
sous le pseudonyme Lenoir

#### La Patrouille sous-marine
- 1. Mission à Tanis[15], Bayard, coll. « Record », Paris, novembre 1970
Scénario : Sépia - Dessin : Lenoir - Couleurs : quadrichromie,Sépia étant le pseudonyme de l'épouse de Gill Van Dessel. Supplément détachable du journal Record no 107. Le 4e plat est la dernière planche de la BD.

sous le pseudonyme Mister Kit
- Overlord 6 juin 1944 - La Liberté[14],[16],[17], Éditions de la porte, coll. « Mémoire d'Europe », Paris, 1994
Scénario : Serge Saint-Michel - Dessin : Mister Kit - Couleurs : Martine Boutin -  (ISBN 2-84150-001-2),Cet ouvrage connaît 3 rééditions et des réimpressions.
- 6 juin 1944 - Overlord[16], OREP Éditions, Bayeux, 2017
Scénario : Serge Saint-Michel - Dessin : Mister Kit - Couleurs : Martine Boutin -  (ISBN 978-2-912925-52-7),Même ouvrage, le titre est écourté. Grand format. (OCLC 1014209248)

sous son nom

#### Les Meilleures Histoires de l'Oncle Paul
- 1. Les Meilleures Histoires de l'Oncle Paul[18],[19], Pan-Pan, Beersel, 12 décembre 2011
Scénario : Octave Joly - Dessin et couleurs : Gill Van Dessel -  (ISBN 978-2-930571-10-2),Il existe deux tirages distincts : l'autre mentionne Pearl Habor et Mister Kit sur la couverture (OCLC 893799676)

### Publications
- L'Aviation française, 1939-40, texte : Gaston Botquin ; illustrations, Gill Van Dessel, Rossel, coll. « Les Mordus du modélisme » no 1, Bruxelles, 1973
- Les Avions du débarquement, 6 juin 1944, texte : Gaston Botquin ; illustrations, Gill Van Dessel, Rossel, coll. « Les Mordus du modélisme » no 2, Bruxelles, 1973,Sommaire : Le Spitfire Mk. XI P.R.U. - Le Westland Lysander Mk. III A - Le Douglas Dakota C-47 - Les planeurs - Le Boeing B-17 G "Flying Fortress" - Le Focke-Wulf 190 - Lee Martin B-26 Marauder - Le Republic P-47D Thunderbolt - Le Vickers Armstrong Spitfire Mk. IX - Le Short Stirling Mk. IV
- Les 8e et 9e U.S. Air Force pendant la Seconde Guerre Mondiale, texte : Gaston Botquin ; illustrations, Gill Van Dessel, Rossel, coll. « Les Mordus du modélisme » no 3, Bruxelles, 1974
- L'Aéronautique militaire belge : 1914-1940, texte : Georges Schmidt ; illustrations, Gill Van Dessel, Rossel, coll. « Les Mordus du modélisme » no 4, Bruxelles, 1975
- Guy Caufriez (texte) et Gill Van Dessel (illustrations), La Bataille d'Afrique du Nord : 1941-42, Rossel, coll. « Les Mordus du modélisme » (no 5), 1975
- Georges Van Damme (texte) et Gill Van Dessel (illustrations), La Luftwaffe, Rossel, coll. « Les Mordus du modélisme » (no 6), 1976
- Gil Van Dessel (texte et illustrations), Messerschmitt 109 , Focke-Wulf 190 de la Défense du Reich, Rossel, coll. « Les Mordus du modélisme » (no 7), 1976
- Guy Caufriez (texte) et Gill Van Dessel (illustrations), Les Avions de l'OTAN, vol. 1, Rossel, coll. « Les Mordus du modélisme » (no 8), 1977
- Guy Caufriez (texte) et Gill Van Dessel (illustrations), Les Avions de l'OTAN, vol. 2, Rossel, coll. « Les Mordus du modélisme » (no 9), 1977 (ISSN 0376-4893)

### Illustrations
- Jean-Pierre De Cock et Mister Kit, Hawker Hurricane, Atlas, coll. « Spécial la dernière guerre », 1978, 48 p. (ISSN 0244-6472, BNF 34658928)
- Jean-Pierre De Cock et Mister Kit, Spitfire MK IX-XVI Vickers Supermarine, Atlas, coll. « Spécial la dernière guerre », 1978, 48 p. (BNF 34650955)
- Georges Van Damme et Mister Kit, Messerschmidt B.F. :109, Atlas, coll. « Spécial la dernière guerre », 1978, 48 p. (BNF 34630612)
- Mister Kit et Gebhard Aders (de), Junkers Ju-87 STUKA, Paris, Atlas, coll. « Spécial la Dernière Guerre », 1979.
- Jean-Pierre De Cock et Mister Kit, De Havilland Mosquito, Atlas, coll. « Spécial la dernière guerre », 1979, 48 p.
- Jean-Pierre De Cock et Mister Kit, Avro Lancaster, Atlas, coll. « Spécial la dernière guerre », 1980, 48 p. (BNF 34846698)
- Jean-Pierre De Cock et Mister Kit, North American B-25 Mitchell, Atlas, coll. « Spécial Mach 1 », 1980, 48 p. (BNF 34657260).
- Gebhard Aders et Mister Kit, Bombardiers moyens de la dernière guerre : Mosquito, B-25 Mitchell, Heinkel He 111, Atlas, 1980, 144 p. (ISBN 2-7312-0018-9).
- Gebhard Aders et Mister Kit, Heinkel He 111, Atlas, 1980, 48 p. (ISSN 0244-6472, BNF 34760188).
- Christopher H. Thomas et Mister Kit, Hawker Typhoon, Atlas, coll. « Spécial Mach 1 », 1980, 48 p.
- Michael Payne et Mister Kit, Les Messerschmitt dans la bataille d'Angleterre : le Bf 109E, Atlas, 1980, 96 p. (ISBN 2-7312-0012-X).
- Michael Payne et Mister Kit, La Bataille d'Angleterre, Fleurus, coll. « Histoire et modélisme », 1980, 91 p. (ISBN 2-215-00334-0).
- Jean-Pierre De Cock et Mister Kit, Chance-Vought F4U Corsair, Atlas, 1981, 48 p. (ISSN 0291-9745, BNF 34760185)
- Jean-Pierre De Cock et Mister Kit, F6F Hellcat, Atlas, 1981, 48 p. (ISSN 0291-9745, BNF 34760186).
- Jean-Pierre De Cock et Mister Kit, Grumman F4F Wildcat, Atlas, 1981, 48 p. (ISSN 0291-9745, BNF 34760187).
- Christopher H. Thomas et Mister Kit, Hawker Typhoon, Atlas, 1981 (ISBN 2-7312-0127-4, BNF 34687825), — « 609 (West Riding) Squadron Archives », Suffolk, England.
- Gebhard Aders et Mister Kit, Junkers Ju 88, Atlas, coll. « Spécial Mach 1 », 1981, 48 p. (BNF 34725830).
- Gebhard Aders et Mister Kit, Messerschmitt BF 110, Atlas, coll. « Spécial Mach 1 », 1981, 48 p. (BNF 34760189).
- Gebhard Aders et Mister Kit, 1940-1945 Chasseurs de nuit de la Luftwaffe, vol. M 6108-9, Atlas, coll. « Spécial Mach 1 », 1981, 48 p..
- Gebhard Aders et Mister Kit, Chasseurs de nuit de la Luftwaffe, Atlas, coll. « Spécial Mach 1 », 1981, 48 p. (ISSN 0291-9745, BNF 34760184).
- Gebhard Aders et Mister Kit, Chasseurs de nuit allemands : de la dernière guerre..., Atlas, 1981, 144 p. (ISBN 2-7312-0117-7).
- Gebhard Aders et Mister Kit, Focke-Wulf Fw 190, chasseur bombardier, Atlas, 1981, 48 p. (ISBN 2-7312-0128-2).
- Mister Kit, Les Plus Beaux Avions de la Seconde guerre mondiale, Atlas, coll. « Spécial Mach 1 », 1981, 64 p. (ISSN 0291-9745, BNF 34760190).
- Jean-Pierre De Cock et Mister Kit, Le T-6 dans la guerre d'Algérie, Atlas, 1981, 95 p. (ISBN 2-7312-0086-3).
- Guy Caufriez et Mister Kit, L'Espagne en guerre : 1936-1939, Fleurus, coll. « Histoire et modélisme », 1981, 47 p. (ISBN 2-215-003-812).
- Guy Caufriez et Mister Kit, Les Conflits israélo-arabes, Fleurus, coll. « Histoire et modélisme », 1982, 91 p. (BNF 36132311).
- Guy Caufriez et Mister Kit, Du Sinaï au Golan : 1967-1979, Fleurus, coll. « Histoire et modélisme », 1982, 91 p. (ISBN 2-215-00382-0).
- Gebhard Aders et Mister Kit, Les Messerschmitt sur le front méditerranéen, Atlas, 1982, 96 p. (ISBN 2-7312-0122-3).

## Postérité
Jean Graton l'a représenté dans l'épisode Les Chevaliers de Königsfeld de la série Michel Vaillant sous les traits du policier allemand en 1967.